# Catostemma marahuacense
Catostemma marahuacense là một loài thực vật có hoa trong họ Cẩm quỳ. Loài này được Steyerm. mô tả khoa học đầu tiên năm 1987.